# Прискорювач заряджання

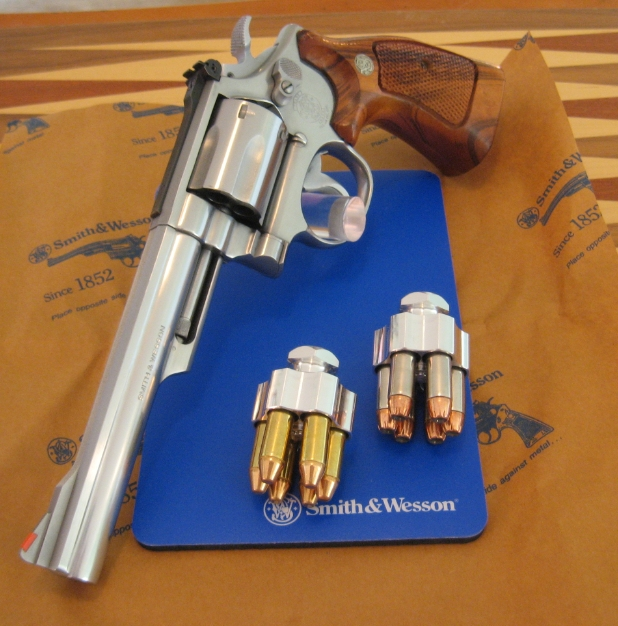
Smith & Wesson Модель 66, з двома прискорювачами заряджання

Прискорювач заряджання (англ. speedloader) — це пристрій який допомагає скоротити час та зусилля потрібні на заряджання зброї. Прискорювачі заряджання бувають різних форм і призначені для заряджання револьверів або магазинів у різних видах вогнепальної зброї.
Зазвичай прискорювач використовують для заряджання кількох камор револьвера одночасно. Такі прискорювачі використовують у револьверах з поворотно-відкидними барабанами або у переламних револьверах. Револьвери з фіксованими барабанами можна заряджати і розряджати лише по одній каморі. Прискорювачі різних конструкцій використовують для заряджання фіксованих трубчастих магазинів рушниць та гвинтівок. Інші конструкції прискорювачів використовують для заряджання магазинів (фіксованих або від'ємних) самозарядної зброї.

## Револьверні прискорювачі

### Кругові прискорювачі

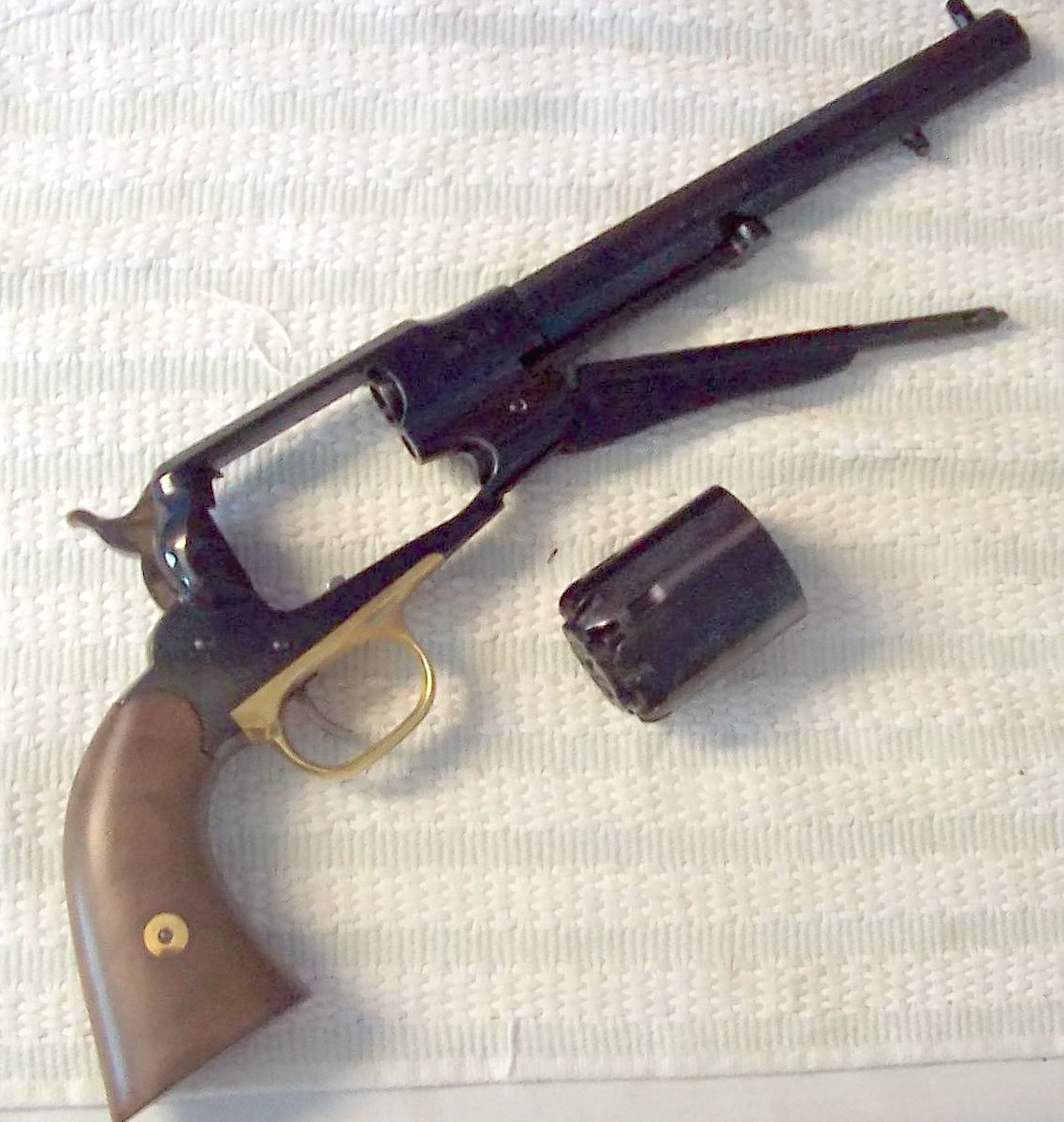
Репліка капсульного револьвера 1858 New Model Army. Барабан знято з рами.

Сучасні револьверні кругові прискорювачі надійно утримують всі набої барабану, причому відстань між набоями зроблена таким чином, щоб можно було легко одночасно зарядити барабан (хоча існують не круглі типи прискорювачів, наприклад обойми швидкого заряджання у вигляді півмісяця). В прискорювач вмонтовано механізм який дозволяє вивільнити набої при заряджанні, тому коли його прибирають, набої залишаються в барабані. Найбільш загальним для прискорювачів є механізм з обертовою засувкою. У іншому випадку набої висувають з відкритого боку, а у третьому типі засувка відкривається при натисканні.
Процес заряджання револьвера за допомогою прискорювача набагато швидший ніж заряджати барабан по одному набою (звісно якщо стрілець має споряджені прискорювачі). Револьвери з переламними рамками та з поворотно-відкідними барабанами розроблені таким чином, що одночасно екстрактуються всі гільзи, а прискорювач дозволяє зарядити зброю лише одним рухом. Також вони дозволяють зручніше носити боєприпаси для зброї. Однак без значної практики прискорювачі заряджання револьверів не дають змогу так же швидко перезаряджати зброю, як  самозарядні пістолети.
До появи прискорювачів заряджання револьверів, заряджання револьверів відбувалося по одному набою у кожну камору вручну з патронташів або бандольєр, патронних сумок або інших місць, наприклад кишень. Фактично, ручне заряджання досить є загальним методом заряджання револьвера, загалом прискорювачі популярні серед стрільців-спортсменів та тих хто бажає збільшити вогневу потужність револьвера, оскільки прискорювачі треба все ж таки заряджати до початку використання.
До появи сучасних унітарних набоїв, приблизно 1861–1873 роки, деякі моделі старих капсульних револьверів можна було використовувати зі змінними барабанами, які були своєрідними "прискорювачами заряджання". Проте було простіше купити другий револьвер, ніж знайти другий барабан, не кажучи вже про швидку заміну барабани. Оскільки процес перезаряджання капсульних револьверів потребував часу, носіння заряджених барабанів з ударними капсулями значно скорочувало час перезарядки. Коли почали носити  "запасні барабани" це в значній мірі відносилося до револьверів Ремінгтона, оскільки їхні барабани було легко зняти з штифта барабани, на відміну від револьверів Colt, де крізь штифт барабана проходив клин, який ускладнював знімання барабана.
Перший револьверний прискорювач заряджання запатентував Вільям Х. Белл у 1879 році.

### Обійми швидкого заряджання

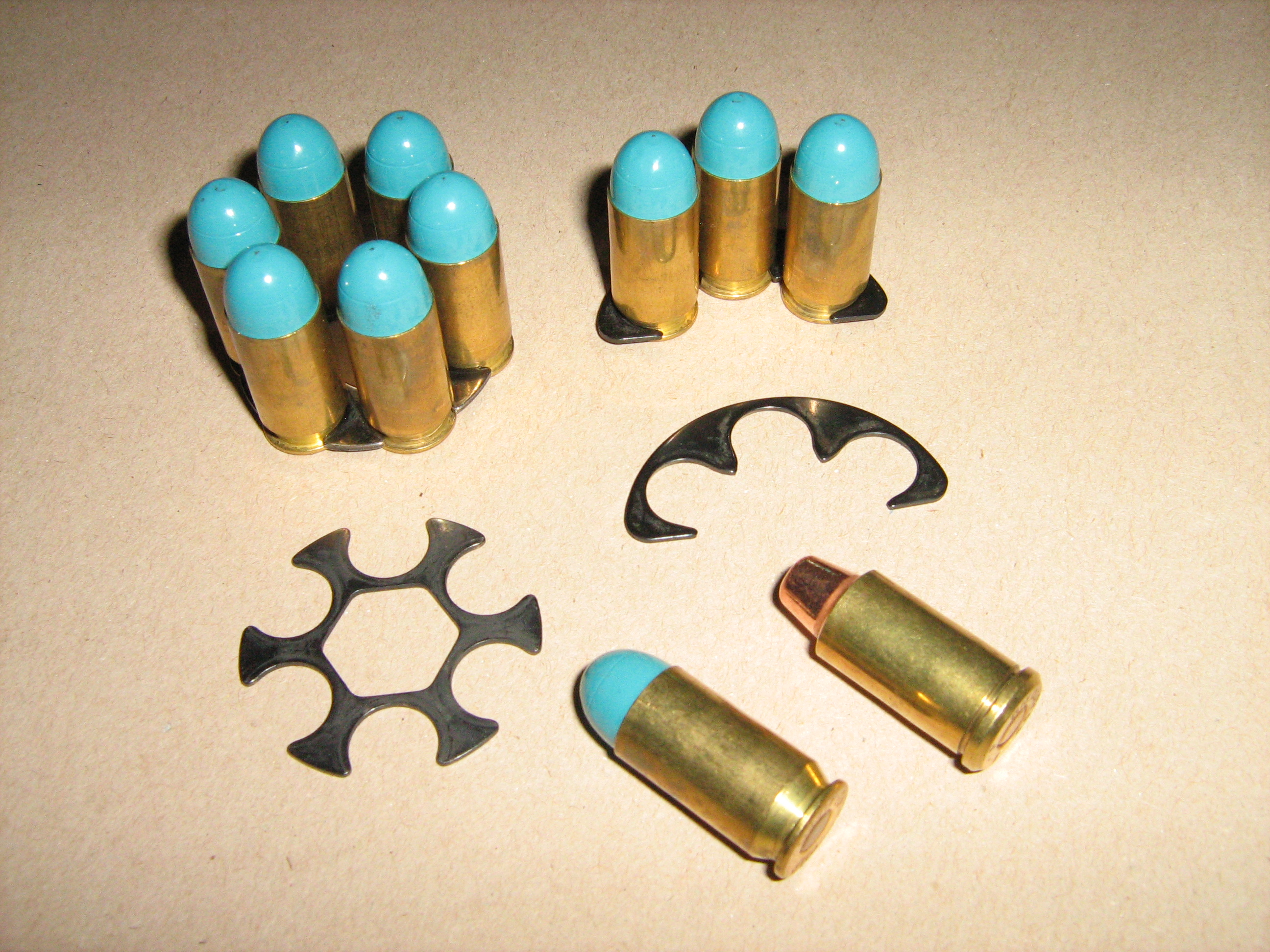
Обійми швидкого заряджання з набоями .45 ACP

Обойма швидкого заряджання спеціальний прискорювач заряджання револьверів для безфланцевих набоїв, наприклад 9×19 мм Парабелум або .45 ACP. Револьвери подвійної дії розроблені для використання фланцевих набоїв, а тому екстрактор не може викинути з безфланцеві набої з барабану. Тому для екстракції необхідно використовувати різні методи. Обійми у вигляді місця являють собою кільце і утримують всі набої для заряджання барабана. Існують також обойми у вигляді півмісяця де утримується лише половина набоїв.

### Speed strip
Іншим варіантом прискорювача заряджання револьверів є Speed Strip (англ. швидка стрічка) виробництва компанії Bianchi International. Це альтернатива носінню набоїв у кишені або у сімці. Це багаторазова пластикова стрічка з неопрену на шість набоїв. Завдяки цій стрічці можна вставити один або два набої в камори і "видавити" набій зі стрічки в камору.

## Магазинні прискорювачі

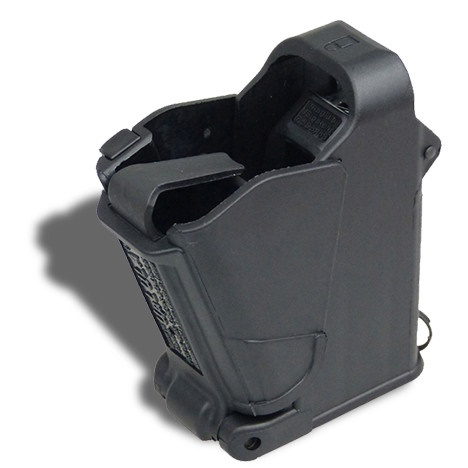
UpLULA універсальний пістолетний магазинний прискорювач

Заряджання магазина, особливо великої ємності та з міцною пружиною яка тисне на набої, може бути доволі складним. Є ряд пристроїв які спрощують цю задачу, інколи їх називають прискорювачі заряджання. Найпростішими є недорогі пристрої, які вдавлюють верхній набій в магазин, що дозволяє частково вставити наступний набій без тиску на нього. Їх також називають "хранителі великих пальців" і швидше полегшує заряджання ніж збільшує швидкість заряджання. Також доступні пристрої для окремої популярної вогнепальної зброї, наприклад для Ruger 10/22, в які кладуть набої і вони заряджають їх в магазин після простого натискання на кнопку або після оберту рукоятки. Вони є більш складними та дорогими (від US$25 до US$50), але саме вони є прискорювачами заряджання, оскільки вони дозволяють сильно зменшити час потрібни на заряджання магазина.

## Обойми

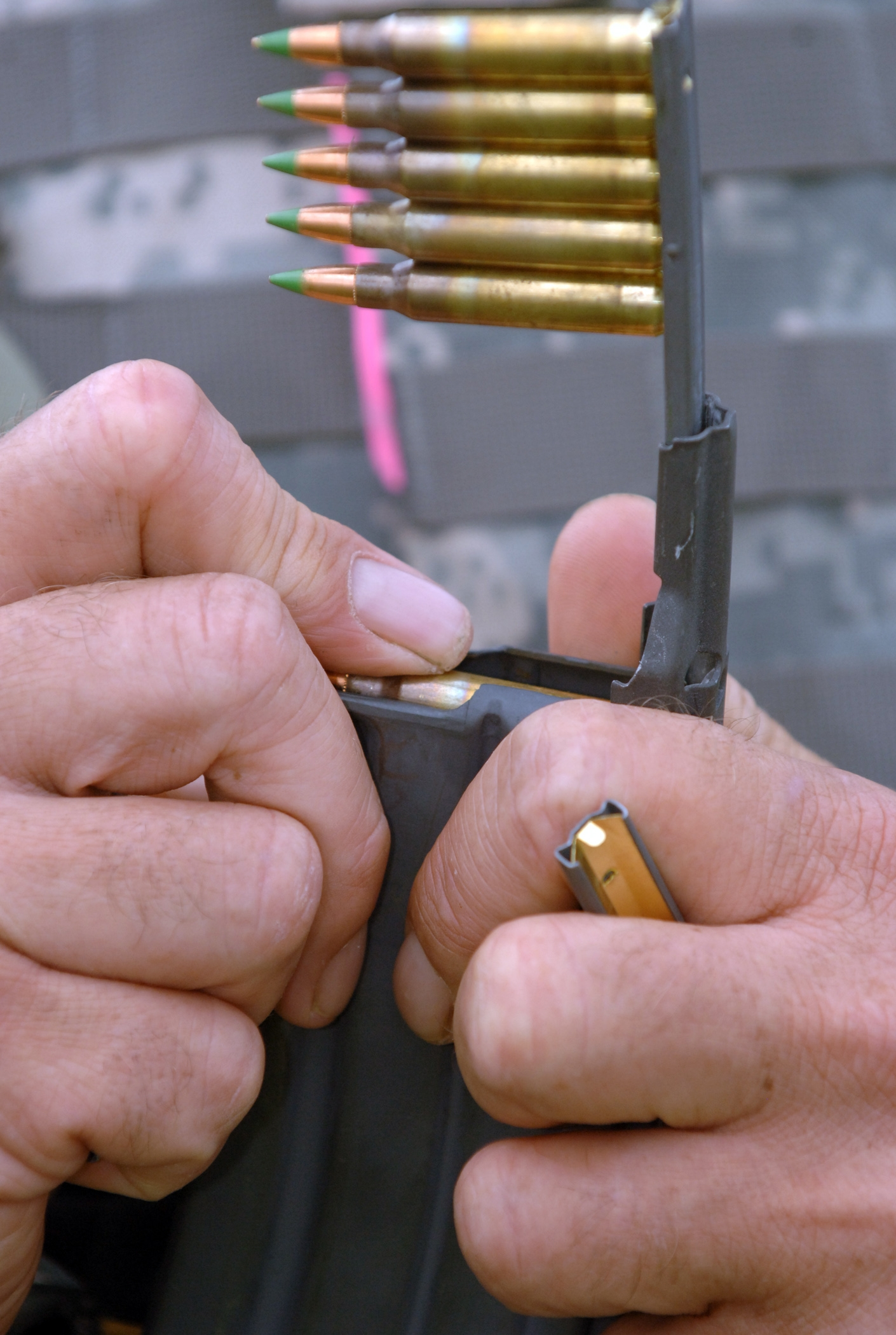
5.56 NATO обойма та прискорювач заряджання.

Обійма це пристрій який утримує кілька набоїв, зазвичай від 5 до 10 набоїв, і дозволяє їх вставити в магазин (фіксований або від'ємний) прикріпивши її до спеціального кронштейну і натиснувши на набої. Військові набої зазвичай упаковані в обойми, які, у старих затворних гвинтівках, можна було зарядити прямо у фіксований магазин гвинтівки за допомогою кронштейна вмонтованого в УСМ гвинтівки, або у сучасних гвинтівках за допомогою адаптера або напрямних які приєднані до обойми для заряджання від'ємних магазинів.

## Прискорювачі заряджання дробовиків і гвинтівок
Прискорювачі заряджання для трубчастих магазинів, які називають quickloaders, менш поширені ніж револьверні, але виконують такі саме функції та допомагають швидко перезаряджати магазини. Найпростіший прискорювач такого типу використовують у гвинтівках кільцевого запалення з фронтальним заряджанням трубчастого магазина. У такому випадку, прискорювач це проста трубка яка містить стільки ж набоїв, що і магазин, з одного кінця вона закрита, а з іншого має дверцята. Для заряджання магазина, виймають штовхач, гвинтівку спрямовують стволом вгору, трубку розташовують у кінці магазина і відкривають дверцята. Завдяки гравітації набої падають з прискорювача до магазина, прискорювач прибирают і вставляють штовхач на місце. Для такої операції можна використати довгу трубку потрібного діаметру, з простим штифтом посередині який виконує роль дверцят. Комерційні прискорювачі складаються з кількох паралельних трубок які об'єднані разом і мають одні поворотні дверцята. Це дозволяє носити кулька перезарядок, а після використання однієї труби просто повернути дверцята до іншої трубки для наступної перезарядки.
Прискорювачі для дробовиків дещо складніші, оскільки магазини дробовиків заряджають з казни. Для прискорювача зазвичай потрібен спеціальний кронштейн змонтований поряд з отвором заряджання магазина; багато моделей встановлюються шляхом заміни існуючих штифтів, що утримують спускову групу в ствольній коробці, і тому можуть бути легко встановлені без модифікації зброї. Цей кронштейн утримує трубу прискорювача у правильній позиції для подачі набою з прискорювача в магазин. Сам прискорювач складається з пластикової труби отвором в ній і поршня який входить в отвір та виштовхує набої в магазин. Зазвичай вони вміщують чотири або п'ять рушничних набоїв довжиною 70 мм. В цьому випадку гравітація вже не допоможе, оскільки набої в магазин треба досилати з силою яка перевищує тиск пружини магазина. Прискорювачі для дробовиків частіше за все використовують на спортивних змаганнях, наприклад на змаганняхМіжнародної конфедерації практичної стрільби (IPSC).

## Галерея

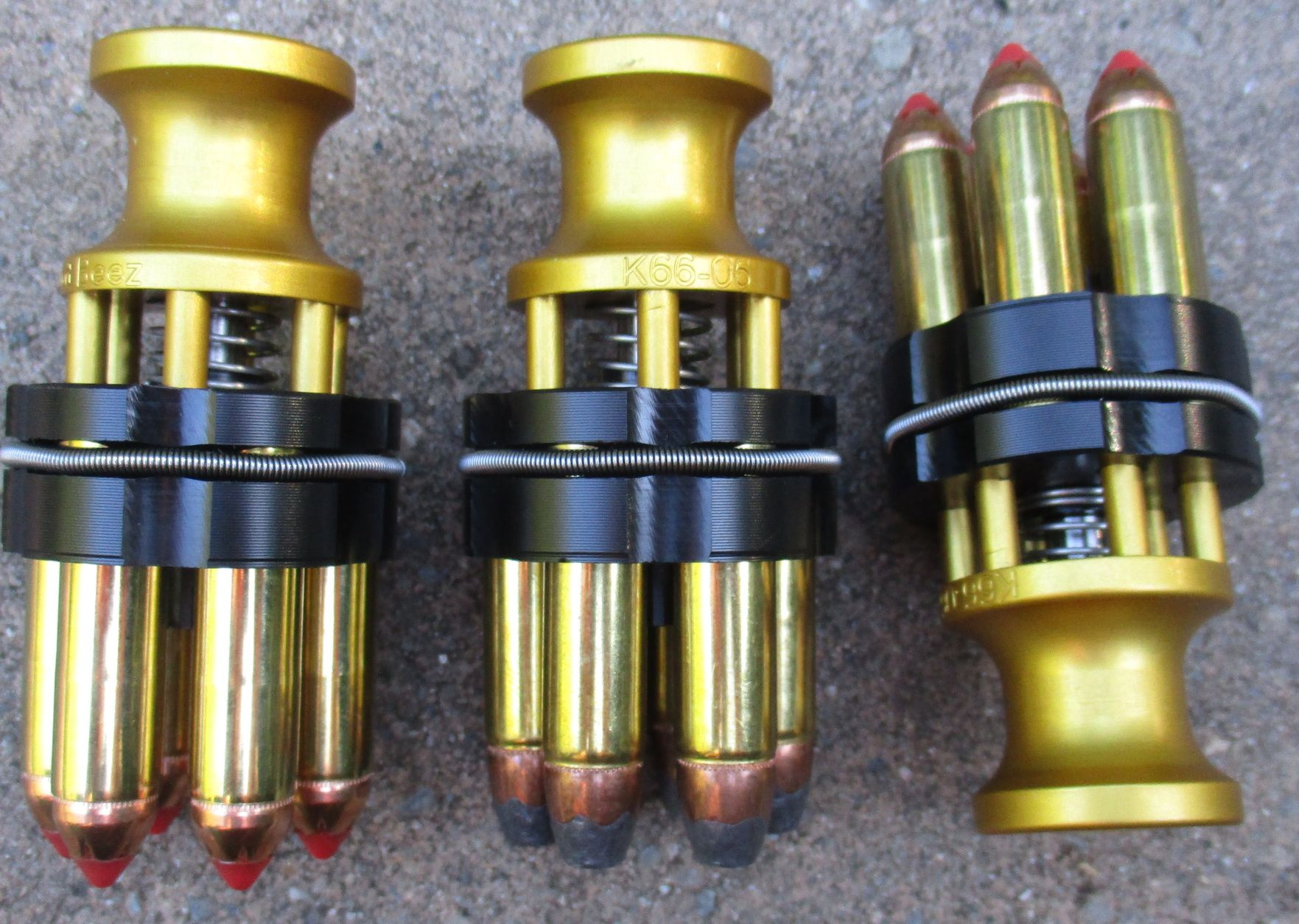
Прискорювач типу Speed Beez з набоями .357 Magnum.
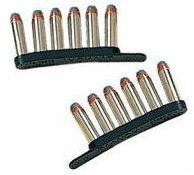
Bianchi Speed Strips використовуються для швидкого заряджання двох камор револьвера одночасно.
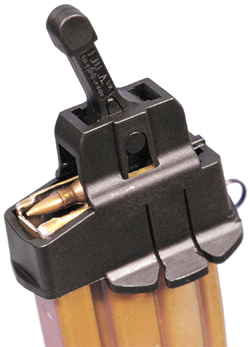
Пристрій заряджання/розряджання магазина M-16 / AR-15.
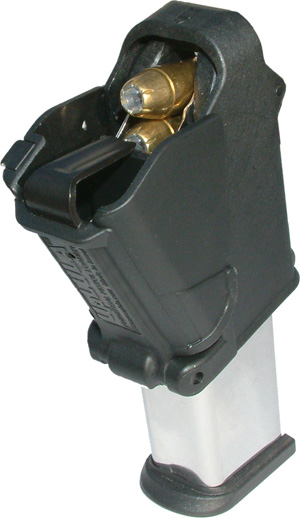
UpLULA універсальний прискорювач заряджання пістолетних магазинів.
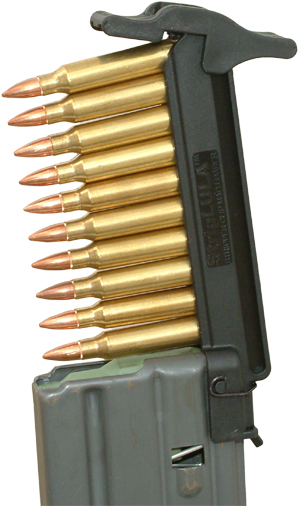
Пристрій заряджання/розряджання магазина M-16 / AR-15 StripLULA.
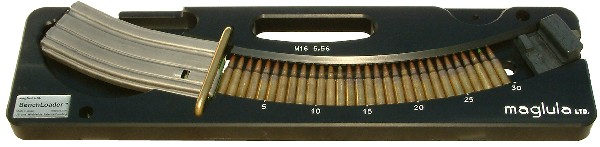
BenchLoader надпотужний завантажувач магазинів.
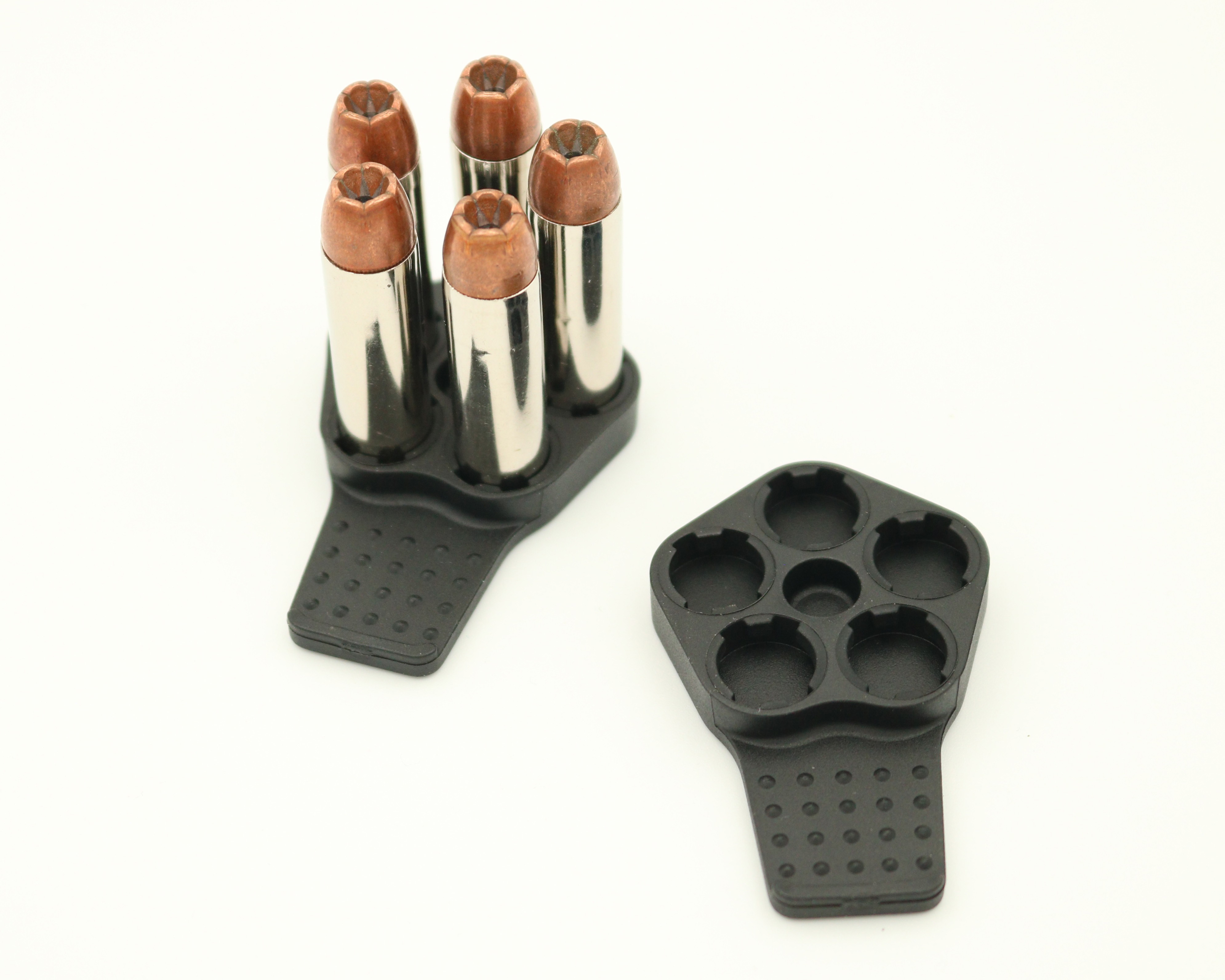
Обойма Zeta6 J-Frame